# Мертен, Райнхольд
Райнхольд Адольф Мертен (нем. Reinhold Adolf Merten; 6 июня 1894, Висбаден — 19 августа 1943, Мюнхен) — немецкий дирижёр и пианист.
Учился в Висбаденской консерватории, затем изучал медицину в Марбургском и Франкфуртском университетах. Служил военным врачом на Первой мировой войне. После войны оставил занятия медициной, однако в 1933 году получил степень доктора медицины за работу о болезнетворных бактериях на духовых инструментах (нем. Die säurefesten, tuberkelbazillenähnlichen Bazillen in Blasinstrumenten).
С 1920 г. корепетитор во Франкфуртской опере. Здесь сдружился с Паулем Хиндемитом, в 1921 г. осуществил клавирную редукцию его оперы «Нуш-Нуши». В 1922 г. вместе с Хиндемитом выступил соучредителем Франкфуртского музыкального общества. С основанием Франкфуртского радио в 1924 году возглавил группу игравших в эфире музыкантов, постепенно развившуюся в Симфонический оркестр Франкфуртского радио. Во главе коллектива в 1927 г. принял активное участие в состоявшемся во Франкфурте Пятом фестивале «Всемирные дни музыки». В 1928 г. вместе со своими музыкантами участвовал в премьере «Камерной музыки № 7» Хиндемита, исполнив партию органа (дирижировал тесть Хиндемита Людвиг Роттенберг). С официальным учреждением оркестра в 1929 году занял пост второго дирижёра, уступив руководство Хансу Росбауду. Вплоть до середины 1930-х гг. время от времени выступал как солист (фортепиано, клавесин, орган) со своим оркестром; сохранились, в частности, записи по трансляции концерта № 1 для клавира с оркестром BWV 1052 Иоганна Себастьяна Баха и концерта для клавесина и фортепиано с оркестром Wq 47 К. Ф. Э. Баха (партия фортепиано Эрих Итор Кан).
В 1933 году вступил в НСДАП. С 1934 г. работал в Берлине. В 1938 г. возглавил отделение музыкальной акустики в Имперском обществе радиовещания в Дрездене. В 1939—1940 гг. главный дирижёр Большого оркестра Лейпцигского радио. Затем преподавал музыковедение во Фрайбургском университете. С 1941 г. работал дирижёром на радио в Мюнхене.